# Vallenar
Vallenar ist eine Stadt in Chile in der Región de Atacama. Sie hat rund 51.917 Einwohner (Stand: 2017).

## Geografie
Vallenar liegt 145 km südlich von der Stadt Copiapó und ist die Hauptstadt der Provinz Huasco. Die Stadt liegt am Fluss Río Huasco auf rund 380 m Höhe.
Das Klima ist sehr trocken und wüstenähnlich (31 mm Regen/Jahr).

## Geschichte
Vallenar wurde 5. Januar 1789 von dem Iren Ambrosio O’Higgins gegründet. Ambrosio O’Higgins war der Vater des ersten Supremo Director von Chile Bernardo O’Higgins.
Am 10. November 1922 wurde die Stadt von einem sehr schweren Erdbeben stark zerstört.

## Sehenswürdigkeiten
60 km nordwestlich der Stadt liegt der Nationalpark Llanos de Challe mit seinen 457 km². Er schützt die typische Flora und Fauna der wüstenähnlichen Umgebung (z. B. Kakteen, viele Vogelarten, Guanacos und Reptilien). 48 km südwestlich liegt das nationale Reservat Reserva Nacional Pingüino de Humboldt. Mit seinen 8,5 km² ist es sehr klein und liegt am Pazifik. Hier kann man Humboldt-Pinguine beobachten.
Die Stadt selbst ist von Palmenalleen und historischen Gebäuden durchzogen. Das Museo de Huasco zeigt die regionale Geschichte.

## Wirtschaft
Die Stadt lebt hauptsächlich von der Landwirtschaft und vom Bergbau (Eisenerz). Der Tourismus spielt ebenfalls eine wichtige Rolle. Um die Stadt herum liegen eine Reihe von Weinanbau-Gebieten. Die Landwirtschaft hängt stark von der Wasserversorgung durch den Río Huasco ab. Im Süden liegt der große Santa Juana-Stausee.

## Söhne und Töchter der Stadt
- Carlos Walker Martínez (1842–1905), Autor und Politiker
- Juan Koscina (1946–2005), Fußballspieler
- Wilson Contreras (* 1967), Fußballspieler und -trainer
- Yasna Provoste (* 1969), Politikerin

## Galerie

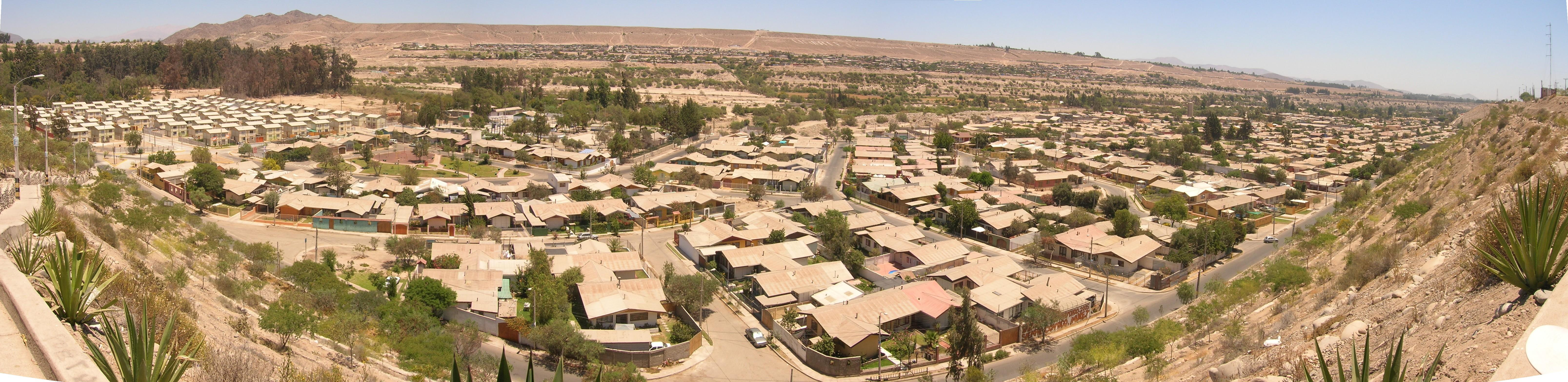
Blick auf Vallenar
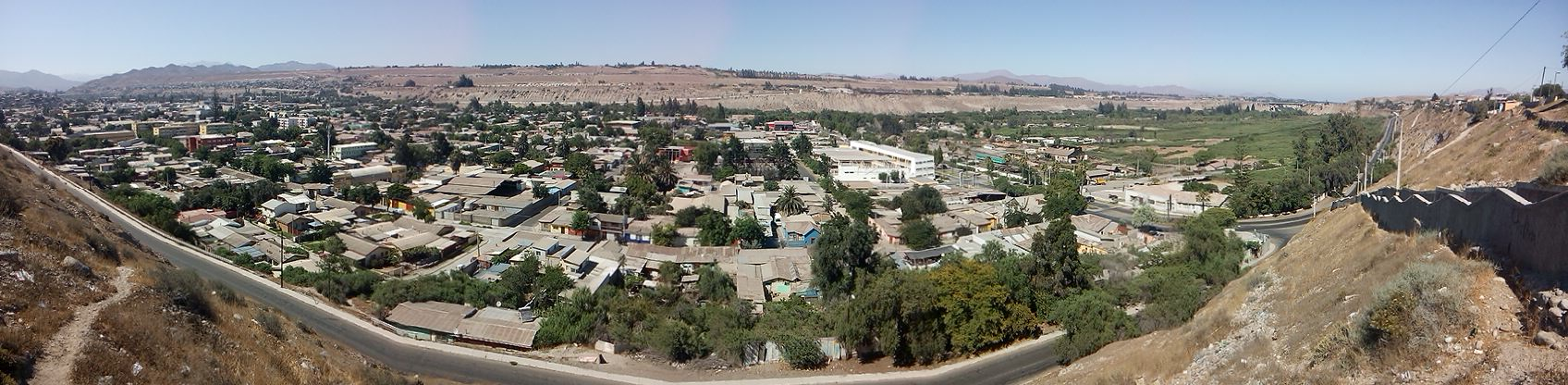
Stadtpanorama Norden
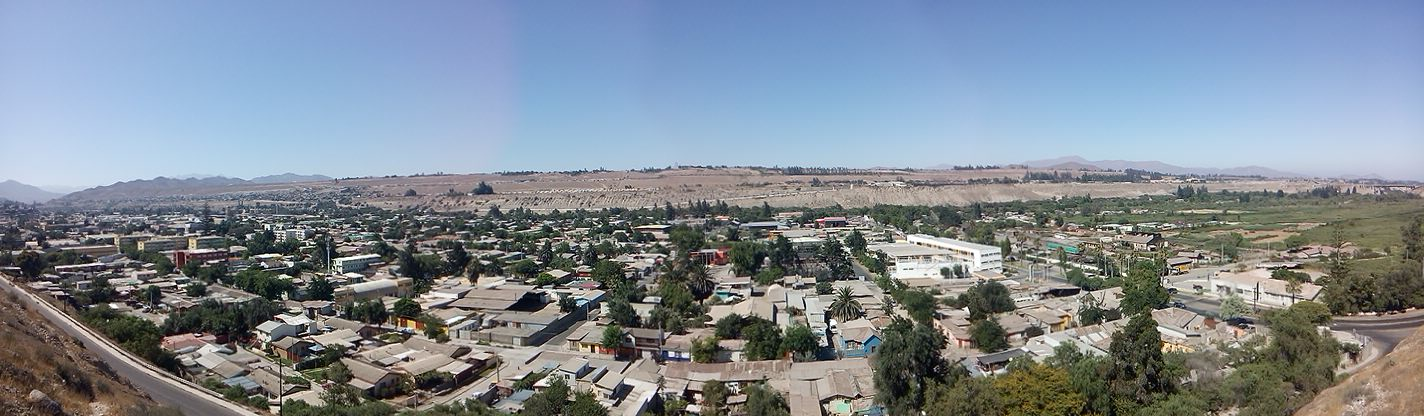
Stadtpanorama Süden